# Гейден Логин Петрович
Логин Петрович Гейден (нід. Lodewijk Sigismund Vincent Gustaaf Reichsgraf van Heiden; 1772–17(05).10.1850) — військовий моряк, граф. З голландських дворян. Син гофмаршала барона Сигізмунда-Петра-Олександра фон Гейдена (Ван-Гейдена), з 1790 графа Священної Римської імперії.

## Біографія
Народився в Гаазі (Південна Голландія, нині Королівство Нідерланди). Освіту здобув разом зі своїм ровесником — спадковим штатгальтером (статгаудером) Вільгельмом Оранським і його молодшим братом Фрідріхом (Фрідеріком). 11-літнім почав службу в Ост-Індській ескадрі, став офіцером. 1795 року врятував обох принців, таємно перевізши їх рибальським човном в еміграцію до Англії. За це був заарештований у себе на батьківщині республіканцями. Після тримісячного ув'язнення восени того ж року в чині капітан-лейтенанта перейшов на Чорноморський веслувальний флот до Одеси. 
У 1796 оці служив при Миколаївському порту, у 1797 році командував катером «Христофор», із 1798 року — бригантиною «Алексей». У 1799 році брав участь у Середземноморській експедиції Ф.Ушакова. 1800 року повернувся до Миколаєва, роззброїв своє судно й у Севастополі обійняв команду над фрегатом «Св. Иоанн Златоуст», провадив транспортні операції між чорноморськими портами. 1801 навчав на кораблі кадетів і гардемаринів. У 1802 році здійснював опис Чорного моря, виконував дипломатичні доручення царського уряду в Стамбулі. Наступного року — капітан 2-го рангу, командир лінійного корабля «Св. Павел». 
Від 1803 року — на Балтійському флоті. 1808 року номінований капітаном 1-го рангу, у боях російсько-шведської війни 1808–09 зазнав поранення та контузії. 1810 року прийняв російське підданство. У 1813 році за хоробрість у блокаді Данцига (нині Гданськ, Республіка Польща) нагороджений золотою шпагою та чином капітан-командора. З 1817 року — контр-адмірал. Відзначився в Наваринській битві 1827 року, після чого став віце-адміралом. Учасник російсько-османської війни 1828—1829 років, керував блокадою протоки Дарданелли як головнокомандувач з'єднаного загону, за що нагороджений срібною медаллю на Георгіївській стрічці. 1830 року командував 2-ю балтійською ескадрою у Середземномор'ї, 1831 року призначений начальником 1-ї флотської ескадри на Балтиці. 1833 року удостоєний звання адмірала. 
Від 1834 року до кінця життя був ревельським військовим губернатором, з 1838 року — ще й головним командиром ревельського порту. У шлюбі з Анною Марією Акеліес, дочкою шведського адмірала, мав шістьох дітей, у тому числі Логина (1806—1901) — адмірала, генерал-ад'ютанта, Олександра (1810–96) — цивільного урядовця, дійсного статського радника, Федора (1821—1900) — начальника Головного штабу російської армії, фінляндського генерал-губернатора, генерал-ад'ютанта, генерала від інфантерії. Кавалер багатьох орденів, зокрема: св. Георгія 4-го (1821) і 3-го (1827) класів, св. Володимира 2-го ст. (1831), Білого Орла (1836), св. кн. Олександра Невського (1839; діамантові знаки — 1848). 
Помер у м. Ревель (нині м. Таллінн, Естонія).